# Miriam Singer

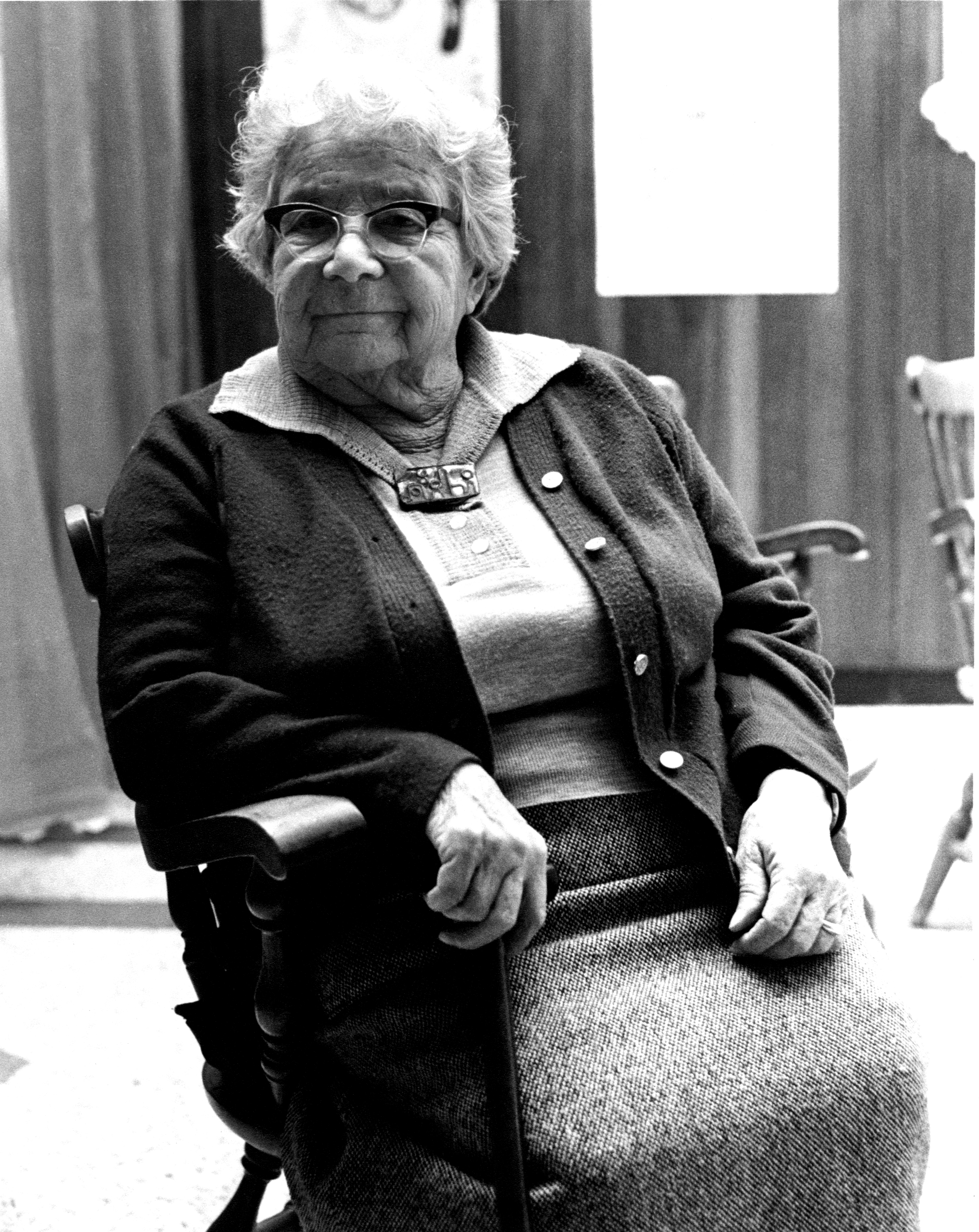
Miriam Singer (1970er-Jahre)

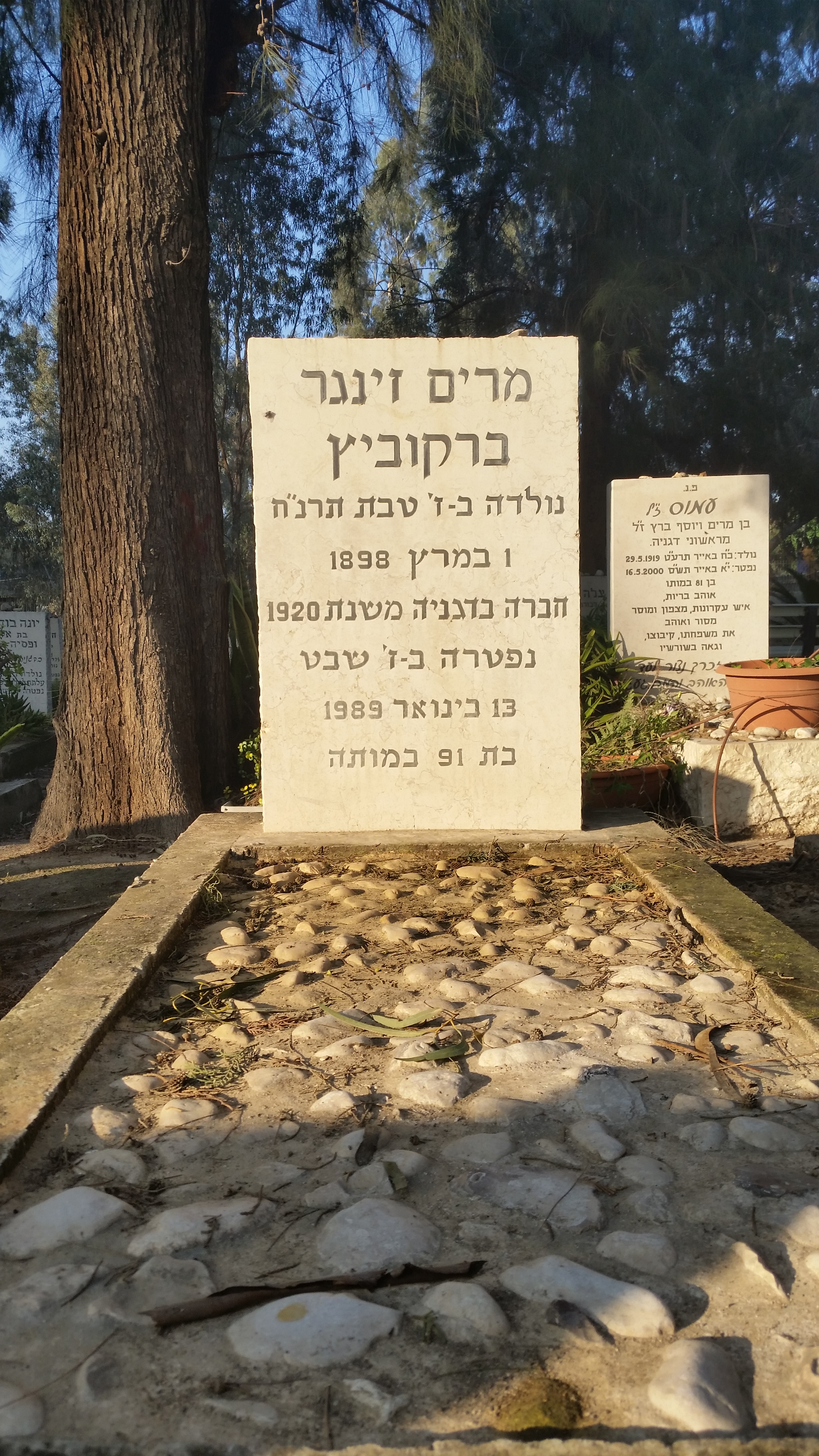
Miriam Singers Grab

Miriam Irma Singer (geboren 1. März 1898 in Prag, Österreich-Ungarn; 1920 nach Britisch-Palästina ausgewandert; gestorben 13. Januar 1989 in Degania Alef, Israel) war eine israelische Schriftstellerin, Lyrikerin, Journalistin, Übersetzerin deutscher Sprache und Kibbuz-Kindergärtnerin.

## Leben
Irma Singer wuchs in einer tschechischsprachigen, jüdischen Familie in Prag auf und besuchte deutsche Schulen. Sie nahm am kulturellen Leben der Zirkel und Vereine deutschsprachiger Juden in Prag teil und war Mitglied im Jüdischen Wanderbund Blau-Weiß. Sie hatte während des Ersten Weltkriegs gemeinsam mit Franz Kafka und Felix Weltsch zwei Jahre lang Privatunterricht in Hebräisch bei Jiřί Langer, einem Verwandten Max Brods. Als sie nach ihrer Emigration 1920 noch einmal mit Jakob Berkowski in Prag war, schenkte Kafka ihr das Buch Ein Landarzt mit der Widmung: Du bist viel zu gesund, Irma, um dieses verstehen zu können. Für Irma S. Mit nach Daganiah. K. Sie wurde von Max Brod gefördert, der sie beim Verleger Richard Löwit einführte, gehörte seit 1918 zum Umkreis der Familie des Philosophen Hugo Bergman und besuchte Vorträge von Martin Buber.
Während des Ersten Weltkriegs arbeitete sie 1915/16 in Prag in einem Heim für ostjüdische Flüchtlingskinder, die wegen des Kriegsgeschehens in Galizien im Westen Österreich-Ungarns in Sicherheit gebracht worden waren. Aus der Arbeit mit den Kindergartenkindern entstanden eigene jüdische Kunstmärchen, die 1918 gedruckt wurden.
Gemeinsam mit der Familie Hugo Bergman wanderte sie 1920 nach Palästina aus und gehörte dort zu den ersten Einwanderern und den Pionieren der Kibbuzbewegung. Sie lebte das erste halbe Jahr bei Bergman in Jerusalem und wurde dann Arbeiterin im Kibbuz Degania Alef am See Genezareth. Später wurde sie dort Kindergärtnerin. Sie heiratete Jakob Berkowski, mit dem sie zwei Söhne hatte. Sie lebte siebzig Jahre in diesem „Vorzeigekibbuz“, in dem zeitweise auch Aharon David Gordon oder die Schriftstellerin Rachel lebten und der von Gästen wie Albert Einstein, Lord Balfour, Max Warburg und T. G. Masaryk besucht wurde.
Über das Leben im Kibbuz schrieb sie Reportagen für Publikationen in Europa, nun im sprachlichen Dualismus zwischen modernem Hebräisch (Ivrit) und Deutsch, den sie ebenso wie den in Prag als „schwierig“ empfand. Sie veröffentlichte in Österreich einen Gedichtband und schrieb zwei Kinderbücher zu den Themen Emigration und Kibbuzleben. Ihre Kinderbücher sollten Mut und Selbstbewusstsein der jüdischen Kinder stärken, ihnen Perspektiven geben und mit der Vorstellung „Erez Israels“ konkrete Alternativen zum Alltag in Europa, wo sie als Juden stets Fremde blieben, aufzeigen. (Neubauer)
Ihre Geschichten um Deganya erschienen 1952 in hebräischer Übersetzung in Tel Aviv als Kinderbuch. Gemeinsam mit Texten des Gründers des Kibbuz Degania Joseph Baratz wurden sie in der Schweiz als Zeitzeugenbericht veröffentlicht.

## Werke (Auswahl)
- Das verschlossene Buch : jüdische Märchen. Mit Nachw. von Max Brod u. acht farb. Lithogr. von Kosel-Gibson. Wien; Berlin : R. Löwit Verlag, 1915
- Das verschlossene Buch : jüdische Märchen. Mit Nachw. v. Max Brod u. 4 Textbildern v. Agathe Löwe. Wien; Berlin : R. Löwit Verlag, 1918
- Das verschlossene Buch : jüdische Märchen. Mit Nachw. v. Max Brod. Buchschmuck und Ill. von Jakob Löw. Wien; Berlin : R. Löwit Verlag, 1920
- Licht im Lager : Gedichte aus dem Lande Jisrael. Wien : Praeger, 1930.
- Die Sage von Dilb, illustr. v. Grete Wolf Krakauer[9]. Tel-Aviv : Omanuth-Verl. 1935
- Kelle und Schwert : aus den Heldentagen von Dagania. Tel-Aviv : Omanuth, 1935.
- Benni fliegt ins gelobte Land. Ein Buch für jüdische Kinder. Illustrationen von Franz Reisz. Wien : Löwit 1936.
- Begegnungen mit Kafka, in: die horen, 1974, S. 83–84
  - Hebräischstunden mit Kafka, in: Hans-Gerd Koch (Hrsg.): „Als Kafka mir entgegenkam ...“ : Erinnerungen an Franz Kafka. Berlin : Wagenbach, 1996, S. 140–143

Übersetzung
- Elieser Jeruschalmi: Das jüdische Märtyrerkind : Nach Tagebuchaufzeichn. aus d. Ghetto von Schaulen 1941 - 1944. Übers. aus d. Hebr. von Mirjam Singer. Zeichn. von Abram Ameraut. Darmstadt-Eberstadt : Oekumenische Marienschwesternschaft 1960